# Гирс, Дмитрий Фёдорович
Дмитрий Фёдорович Гирс (бел. Дзмітрый Фёдаравіч Гірс; род. 11 июня 1997, Чашники, Витебская область) — белорусский футболист, полузащитник клуба «Витебск».

## Клубная карьера
Воспитанник минской футбольной школы БГУ. Свою профессиональную карьеру начал в 2016 году в составе команды «Звезда-БГУ» в Первой лиге, которая в следующем году была переименована в «Энергетик-БГУ». Вскоре он зарекомендовал себя в стартовом составе. В сезоне 2018 стал выходить со скамейки запасных.
В августе 2018 года отдан в аренду клубу «Смолевичи», где выступал за дубль. В марте 2019 года был отдан в аренду микашевичскому «Граниту», где стал одним из основных игроков. В июле 2019 года вернулся в «Энергетик-БГУ». 19 июля 2019 года дебютировал в Высшей лиге, выйдя на замену во втором тайме в матче против «Слуцка» (0:1). В сезоне 2020 он зарекомендовал себя в основной команде, а в следующем году стал чаще выходить в стартовом составе.
С начала 2022 года начал тренироваться со «Слуцком». В январе 2024 года футболист покинул слуцкий клуб по окончании срока действия контракта.

## Статистика
| Сезон    | Дивизион | Клуб                | Страна   | Матчи | Голы |
| -------- | -------- | ------------------- | -------- | ----- | ---- |
| 2016     | Д2       | Звезда-БГУ          | Беларусь | 21    | 2    |
| 2017     | Д2       | Энергетик-БГУ       | Беларусь | 26    | 3    |
| 2018 (1) | Д2       | Энергетик-БГУ       | Беларусь | 10    | 0    |
| 2018 (2) | дубль    | Смолевичи           | Беларусь | 13    | 0    |
| 2019 (1) | Д2       | Гранит (Микашевичи) | Беларусь | 13    | 0    |
| 2019 (2) | Д1       | Энергетик-БГУ       | Беларусь | 8     | 1    |
| 2020     | Д1       | Энергетик-БГУ       | Беларусь | 25    | 2    |
| 2021     | Д1       | Энергетик-БГУ       | Беларусь | 26    | 1    |